# Kidd il pirata
Kidd il pirata (Abbott and Costello Meet Captain Kidd) è un film diretto da Charles Lamont e interpretato da Bud Abbott e Lou Costello, meglio noti in Italia come Gianni e Pinotto.

## Trama
Rocky e Puddin' Head stanno aspettando tavoli ad un albergo a Tortuga quando una lettera data loro dalla signora Jane per la consegna a Martingale viene cambiata con una mappa del tesoro. Kidd e Bonney li rapiscono a Skull Island per trovare il tesoro detto.